# وان كام ليونغ
وان كام ليونغ (بالصينية: 溫 鑑 良) ولد في عام 1945. هو معلم فنون قتالية صيني وممارس أسلوب التشي كونغ ومعلم ومطور لأسلوب الوينغ تشون في كولون، هونغ كونغ. درس وان الوينغ تشون كونغ فو عند المعلم وونغ شون ليونغ.

## حياته السابقة والوينج تشون
عندما كان مراهقاً درس مجموعة متنوعة من أساليب الكونغ فو وأساليب أخرى من فنون الدفاع عن النفس، هاجر وان من الصين إلى هونج كونج عام 1959م، هناك قدمه أخوه إلى معلم وينغ تشون. كان أول معلم للوينغ تشون. يلتقي به هو ليونغ شيونغ، المعروف بأنه أكبر طالب تعلم عند ييب مان، درس مع ليونغ لمدة سبعة أشهر.

## تعليمه للوينج تشون

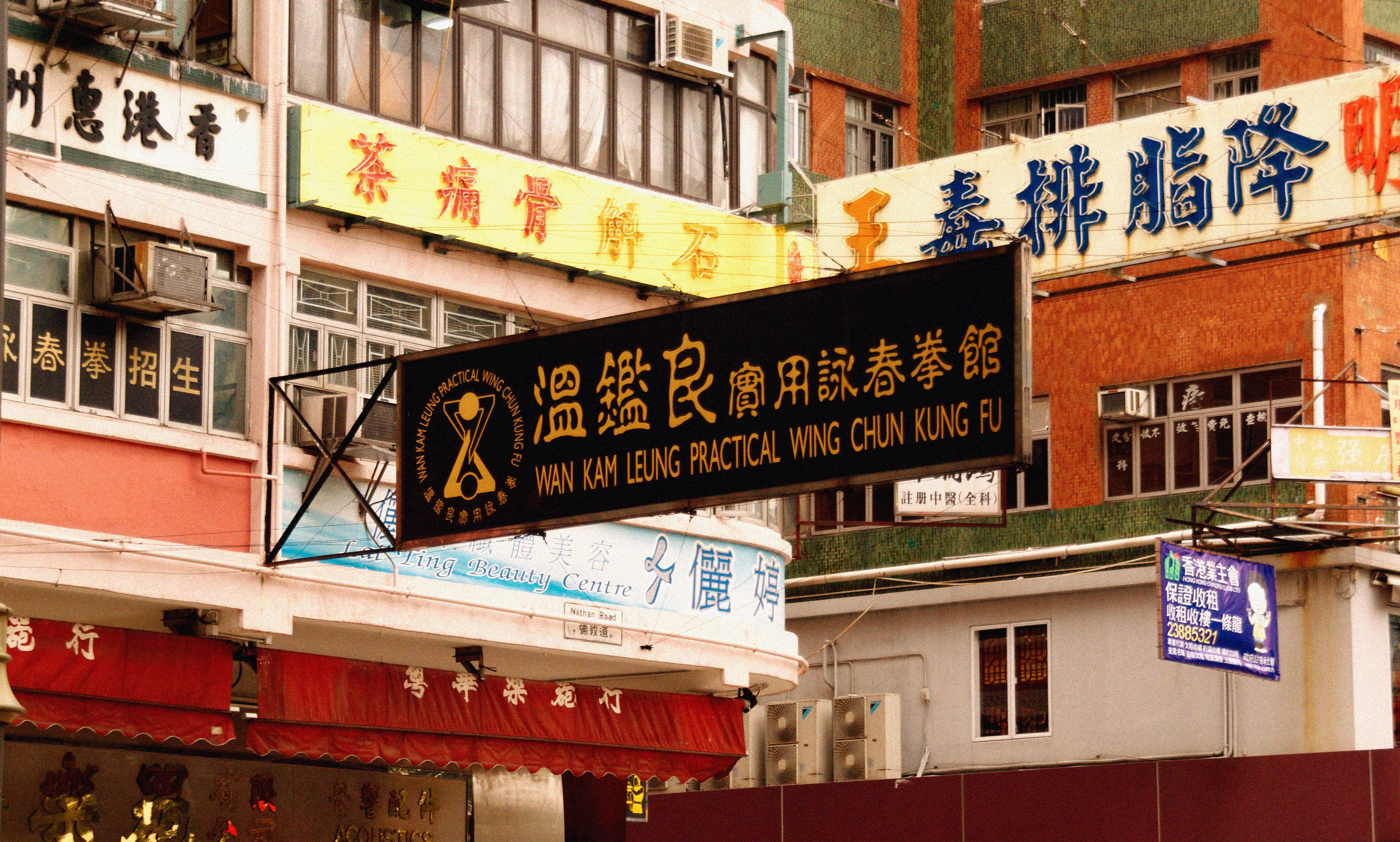
مدرسة المعلم وان كام ليونغ في هونغ كونغ لتعليم الوينج تشون العملي

بدأ لي كام ليونغ التدريس كـ محترف في عام 1969م بعد سبع سنوات من التدريب تحت قيادة وونغ شون ليونغ. من خلال وونغ شون ليونغ التقى وان ودرب مع بروس لي الفنون القتالية عند عودة بروس لي إلى هونغ كونغ من أمريكا. قام لي بدعوة وونغ شون ليونغ في عام 1973 قبل عدة أشهر من وفاة بروس لي، وأخذ وونغ وان معه. ذات مرة شهد وان صراعا بين وونغ ولي في منزل لي كولون تونغ لي زعم وونغ أن يديه كانت أسرع من لي، وانتقم لي بقوله أن ركلاته كانت أسرع بكثير من وونغ. وبعد ذلك خاض الاثنان معركة ودية لاختبار قدراتهما. في عام 1979.، سافر وان إلى بكين لتعلم التشي كونغ من مختلف أساتذة الفن من أجل دمجها في ممارسته للكونغ فو.دعته شرطة هونغ كونغ، في عام 1993، ليكون رئيس الوينج تشون مدرب للـG4 (وحدة حماية كبار الشخصيات). لقد كان معلم الكونغ فو الوحيد الذي تم توظيفه من قبل حكومة هونغ كونغ البريطانية. منح وونغ شون ليونغ، وان شهادة مدرب أول في عام 1988م. عمل وان على تحسين الوينج تشون، متفرعًا من معرفته بأسلوب وونغ شون ليونغ. في عام 1994م، بموافقة وونغ، تم تسمية الأسلوب الذي طوره وان بأسم «Practical Wing Chun». وعد المعلم وان بتدريس هذا الأسلوب حتى بعد وفاة وونغ، بدافع الاحترام ل وونغ توفي في عام 1997م، فتح وان بعد ذلك مدرسة لـ (Practical Wing Chun) وبدأ في التدريس بدوام كامل. تقع المدرسة على طريق ناثان في كولون، هونغ كونغ، ولديه مدارس في جميع أنحاء العالم.

## سبب إنشاءه لأسلوب الوينغ تشون العملي

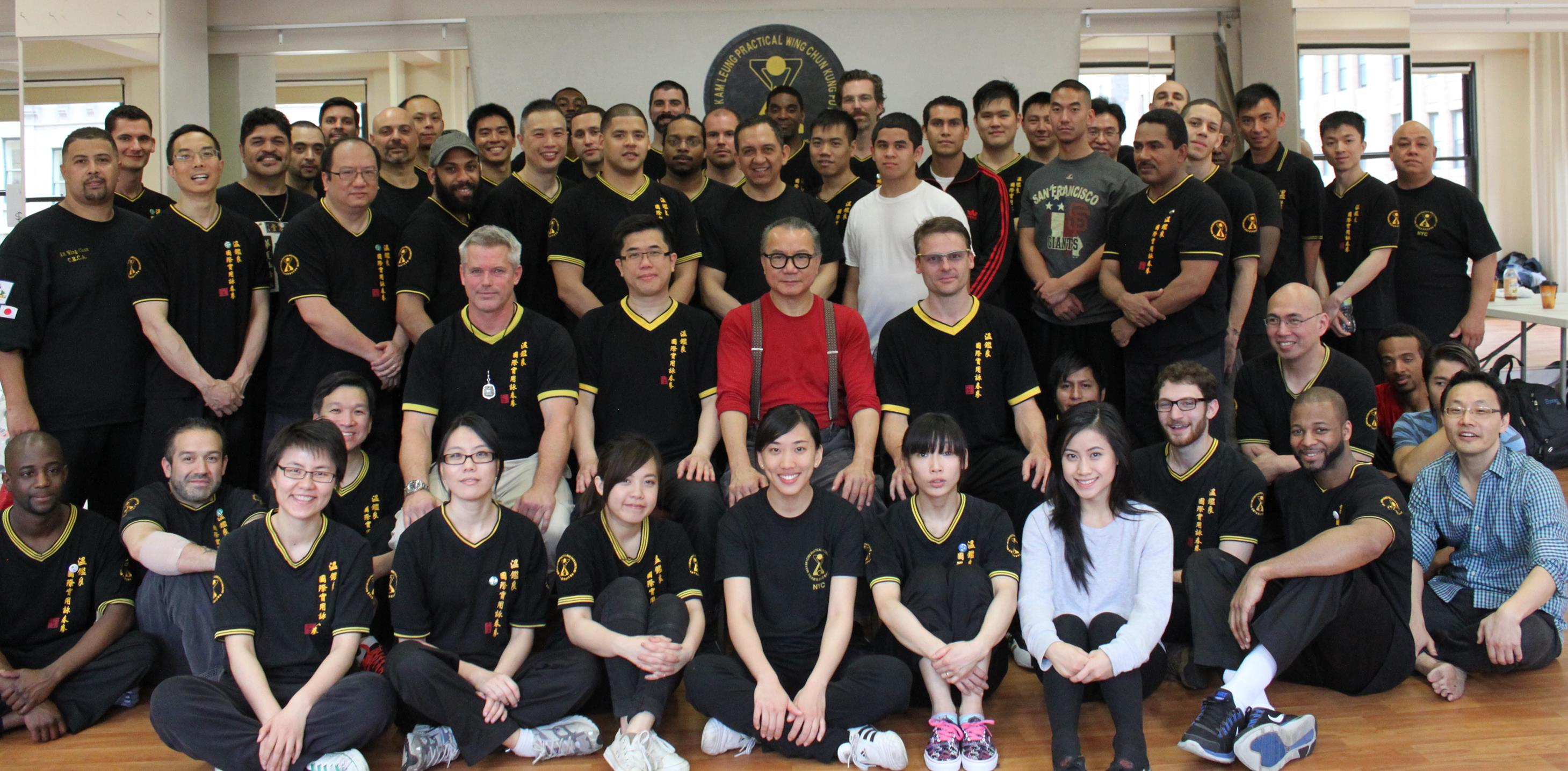
المعلم وان كام ليونغ مع طلابه في أول ندوة للوينغ تشون العملي في نيويورك

تم تصميم التعديلات للحفاظ على فن قتالي حديث قابل للتكيف يهدف إلى توفير فنون قتالية ضد «هجوم ملتزم وحقيقي»، مع جميع المبادئ الأساسية للوينج تشون التقليدي. على هذا النحو، يستخدم الأسلوب المعدل الذي طوره المعلم وان من الوينج تشون استخدام ميكانيكات الجسم للتغلب على خصم أقوى جسديًا. يتم ذلك عن طريق الالتزام بخمسة مكونات من بنية الجسم القوية - خمسة خطوط مركزية، أكتاف مسترخية، مرفقيان متجهان لأسفل، معصمين مرنين، وزوايا 135 درجة. يصر وان على التأكد من أن الفن لا يهجر، ويظل عمليًا من خلال التحليل المستمر ومراجعة المبادئ والتقنيات.

## جوائزه
في عام 2008 م أعلنت الرابطة العالمية للوينج تشون لألعاب القوى المشاركين في قاعة المشاهير لعام 2008م. حصل وان كام ليونغ على جائزة معلم السنة لعمله الشاق في نشر فن الوينج تشون.

## طلابه
لدى وان العديد من الطلاب الذين فتحوا مدارس في جميع أنحاء العالم، بما في ذلك العديد في أوروبا وآسيا وأستراليا وأمريكا. يسافر وان ويعقد ندوة كل عام - عادة في أوروبا - حيث يشرح أسلوبه المعدل من الوينج تشون ويوجه الطلاب من الأسلوب وكذلك الطلاب الجدد والطلاب من سلالات أخرى. في مايو 2013، عقد أول ندوة أمريكية مفتوحة له في مدينة نيويورك، استضافها تلميذه ويليام كوك والمدير الإقليمي للفرع الأمريكي الأول من أسلوبه (الوينغ تشون العملي).